# Chrpa rozkladitá

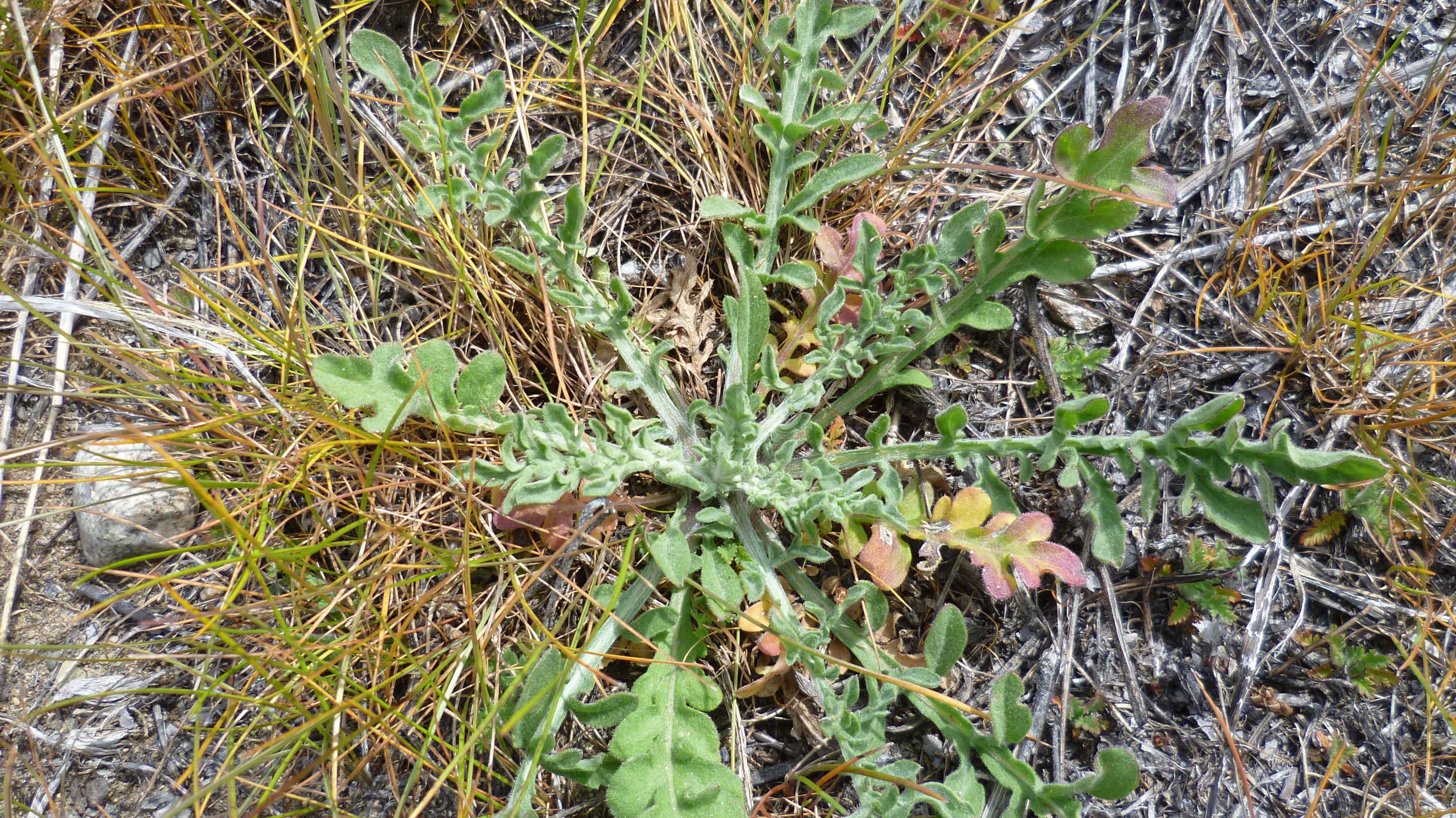
Přízemní listová růžice

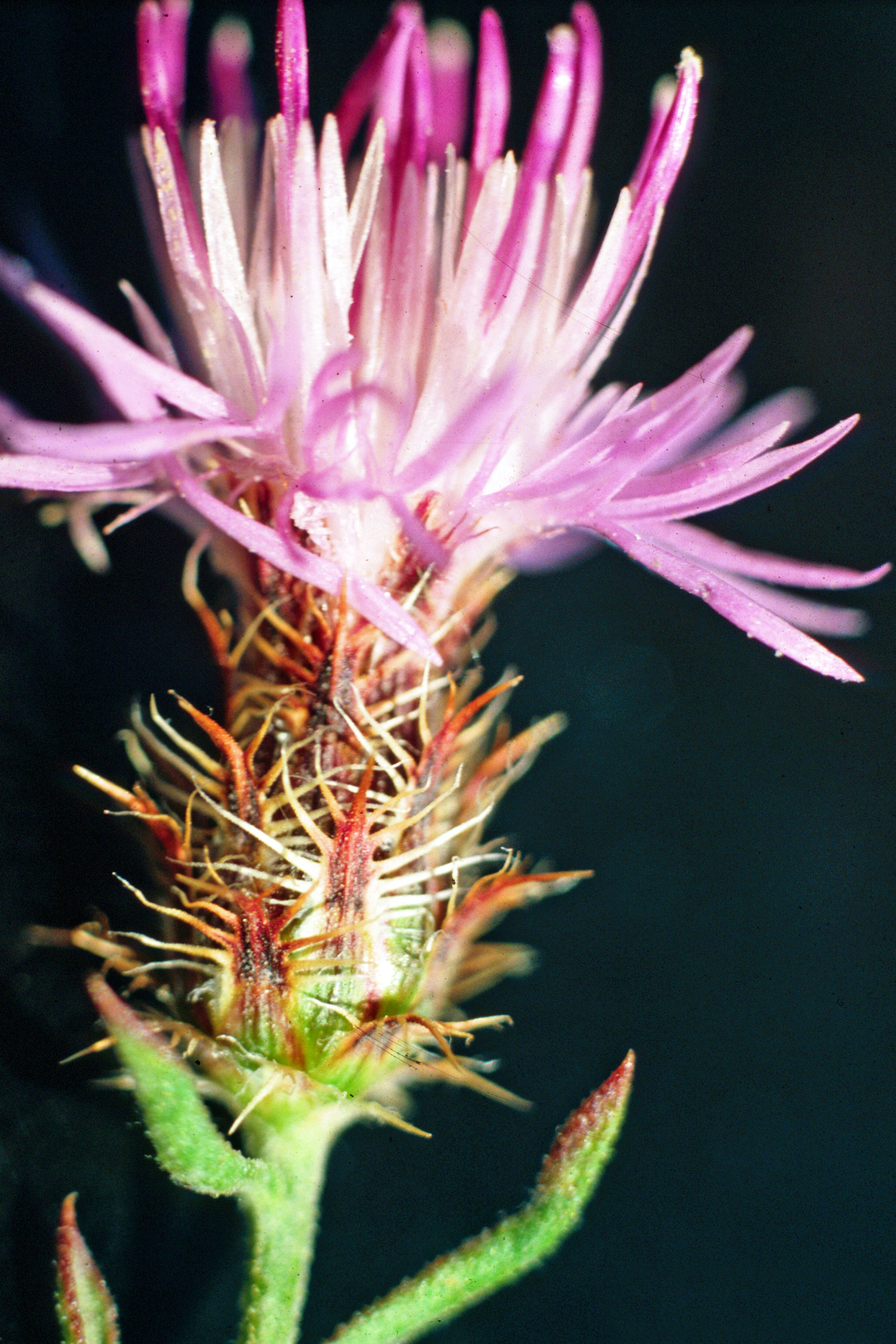
Úbor s růžovými květy a ostny

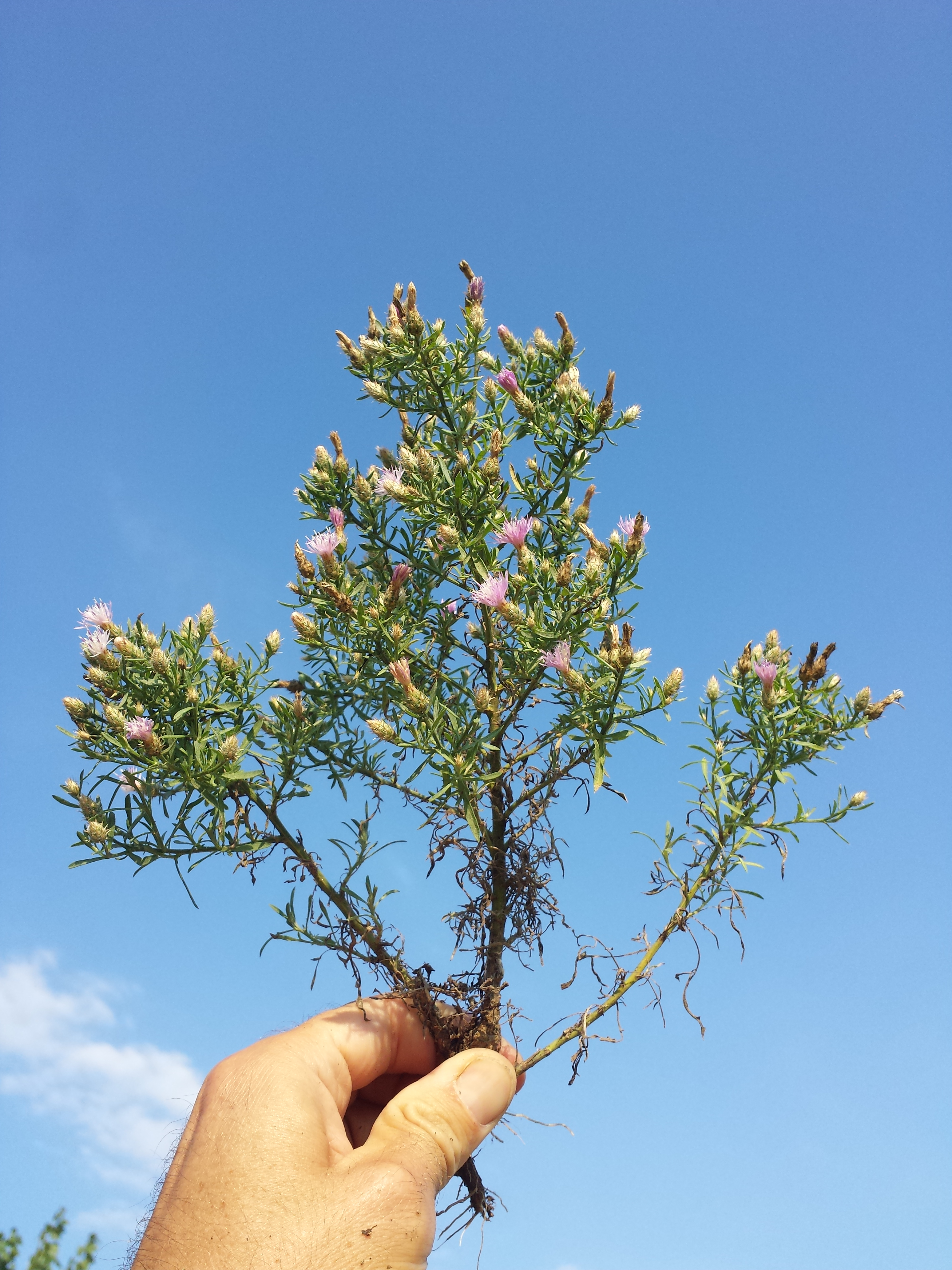
Častá velikost rostliny

Chrpa rozkladitá (Centaurea diffusa) je dvouletá rostlina rostoucí většinou na sušších, neudržovaných pastvinách a ruderálních stanovištích. Tato bylina bývá v čase kvetení vysoká do 50 cm a má na rozvětvené lodyze hustá květenství s mnoha drobnými úbory bílých květů.

## Rozšíření
Původní areál chrpy rozkladité se nalézá v jihovýchodní Evropě a jihozápadní Asii. V Evropě zaujímá území Řecka a severní oblasti přilehající k Černému moři a sahající až k řece Volze a k západnímu pobřeží Kaspického moře; zasahuje také na sever Kavkazu a do severovýchodu Turecka.
V novověku se tento druh chrpy rozšířil v Asii do Kazachstánu, na jižní Sibiř i do západní Číny a v Evropě do většiny zemí, včetně České republiky. V české přírodě je od poloviny čtyřicátých let dvacátého století nalézána na ruderálních místech ve větších sídlech, nejčastěji v Praze a Brně, a na místech blízkých železničním uzlům a hlavním tahům silniční sítě. O desetiletí později začala být nacházena hlavně u Ostravy a Třince, v okolí skládek železné rudy dovážené ze SSSR. Celkem byla nalezena na pětadvaceti lokalitách, všude se vyskytovala převážně pomíjivě, pouze na posledních dvou na Moravě byla zaznamenávána po dobu patnácti let. Chrpa rozkladitá je proto v Česku klasifikována jako zdomácnělý, náhodně zavlečený neofyt.
Mimo Evropu a Asii byla roku 1907 zjištěná také v Severní Americe a nyní se vyskytuje jako invazní druh ve stepních pastvinářských oblastech Kanady a Spojených států, stejně jako na pampách v Jižní Americe v Argentině, kde je pro pichlavé listeny zákrovů považována za nebezpečný rostlinný druh škodící pasoucím se zvířatům.

## Ekologie
Hemikryptofyt s nejčastěji dvouletým vegetačním procesem, kdy se prvým rokem ze semene vyvine listová růžice a ve druhém z ní vyroste lodyha s květy. Je podstatné, zda semeno vzklíčilo již v teplém podzimu nebo až na jaře. Semenáč vzniklý na podzim od počátku schraňuje živiny a při jejich dostatku již v průběhu léta vykvete, utvoří plody a na podzim uschne. Tato rostlina, která se na první pohled chová jako jednoletá, bývá často slaběji větvená a mívá méně květů. Z jiného semene však rostlina vyklíčí a vytvoří růžici listů až na jaře, růžice v průběhu celého roku narůstá a přezimuje do dalšího, teprve pak vypustí květnou lodyhu, vytvoří hojně květů i semen a umírá. Rostliny rostoucí v nepříznivých podmínkách, při velkém suchu, nedostatku světla či živin, mohou vykvést až třetím rokem, či dokonce později.
Většinou roste na suchých místech, na neudržovaných pastvinách, ruderálních stanovištích, v původním areálu i v přímořských písčinách, zhusta obsazuje lidskou činností narušovaná místa. Kvete postupně do července do září, semena začínají dozrávat v druhé polovině srpna. Rostliny jsou nejčastěji diploidní (2n = 18), méně často tetraploidní (2n = 36). V místech společného výskytu s chrpou latnatou se diploidní cytotypy obou druhů navzájem kříží a vznikají plodné, ale poměrně proměnlivé hybridy Centaurea ×varnensis (Centaurea ×psammogena).

## Popis
Dvouletá nebo krátce dlouhodobá bylina s obvykle jedinou, přímou, od poloviny větvenou, krátce chlupatou lodyhou dlouhou 20 až 50 cm. Zelená, často fialově naběhlá lodyha vyrůstá společně s přízemní listovou růžicí z vřetenovitého kořene. Listy růžice jsou krátce řapíkaté, jejich pavučinatě chlupaté čepele bývají dlouhé 8 až 12 cm a široké 2 až 4 cm, v obryse eliptické až obkopinaté a jsou nepravidelně dvojnásobně lichozpeřené. Lodyžní listy jsou střídavé, přisedlé, 1 až 4 cm dlouhé a 1 až 2 cm široké, eliptické a jednou až dvakrát peřenosečné.
Úbory s drobnými květy mívají v průměru jen 1,5 až 2 cm, jsou bílé či narůžovělé a vytvářejí do široka větvené květenství, bohatou latu. Zákrov úboru je pěti nebo šestiřadý, úzce kuželovitý či vejčitý a má střechovitě uspořádané listeny dlouhé asi 10 mm a široké 5 mm. Vnitřní listeny jsou úzce kopinaté, mají světle hnědý přívěsek s asi pěti nebo šesti tuhými, asi 1,5 mm dlouhými třásněmi a na vrcholu jsou listeny zakončené šikmo vzhůru vyhnutým hrotem až 3 mm dlouhým, který má u báze tři až čtyři drobné hrotité třásně. Listeny postupně tvrdnou a jejich hroty býložravcům brání ve spásání. V úboru je zpravidla 25 až 35 květů, které jsou všechny trubkovité s krémově bílou (nebo jen občas s narůžovělou či světle fialovou) korunou a s redukovaným kalichem. Ve středu úboru jsou květy oboupohlavné, po okrajích jalové s někdy zveličenou korunou. Opylovači jsou létající hmyz, nejčastěji včely nebo čmeláci slétající se pro nektar. Květy jsou cizosprašné, k opylení je nutný pyl z jiné rostliny.
Plody nažky jsou úzce vejčité, tmavě hnědé, dlouhé 2 až 3 mm, jemně chlupaté, ale bez chmýru. Část nažek (semen) vypadá z úborů ihned po dozrání a zbytek v nich zůstává, jsou v průběhu podzimu a zimy v polootevřených úborech roznášeny i se zbytky suchých rostlin větrem po okolí a postupně vypadávají, případně mohou být odnášeny i vodou.

## Rozmnožování
Rostlina se rozmnožuje výhradně semeny, kterých může vyprodukovat až 18 000, semena vykazují polymorfní klíčivost. Jedna jsou dormantní a vyklíčí až na jaře následujícího roku, druhá jsou schopná za vlhka a tepla vyklíčit ještě na podzim a téhož roku vytvořit drobnou listovou růžici.
Nedormantní semena se dále dělí na klíčící ve tmě a na klíčící na světle. Klíčící ve tmě vyženou klíček i ve tmě pod spadanými listy, ta druhá až na slunci po odstranění listů. Semena nejlépe vzklíčí z povrchu půdy nebo z malé hloubky, za vhodnou teplotu se považuje 19 až 28 °C a za optimální vlhkost okolo 55 %.

## Význam
Chrpa rozkladitá nemá ekonomický přínos. V oblastech původního rozšíření, kde nenachází tolik příhodných podmínek k šíření, není ani považována za příliš škodlivou. Naopak na nově obsazených územích, v Severní Americe, je hodnocená jako zhoubný plevel. Rozšířila se tam na rozsáhlých suchých loukách využívaných jako pastviny, kde není dobytkem ani koňmi spásána a svými monotypickými shluky vytlačuje původní pícniny. Její mladé přízemní růžice jsou sice jedlé a dokonce výživné, svým růstem těsně nad zemí jsou však pro dobytek většinou nedostupné. Lodyhy zralých bylin jsou tuhé, vláknité a ostny na listenech úborů zraňují tlamy zvířat.
Mechanická a chemická likvidace je málo účinná a nákladná, proto se k omezení jejího výskytu testuje ve Spojených státech biologická likvidace. Zkouší se více než deset druhů brouků, motýlů i dvoukřídlých, jejichž larvy napadají květní poupata, semena nebo kořeny chrpy rozkladité.